# Емілін (Люблінський повіт)
Емілін (пол. Emilin) — село в Польщі, у гміні Закшев Люблінського повіту Люблінського воєводства.
У 1975-1998 роках село належало до Замойського воєводства.